# V829
V829 eller HR 6384, är en dubbelstjärna belägen i den mellersta delen av stjärnbilden Altaret. Den har en genomsnittlig skenbar magnitud av ca 6,15 och är mycket svagt synlig för blotta ögat där ljusföroreningar ej förekommer. Baserat på parallax enligt Gaia Data Release 2 på ca 2,24 mas beräknas den befinna sig på ett avstånd av ca 1 500 ljusår (ca 450 parsec) från solen. Den rör sig närmare solen med en heliocentrisk radialhastighet av ca -34 km/s.

## Observation
År 1985 rapporterade W.S.G. Walker et al., baserat på trefärgsfotometri utförd vid Auckland Observatory i Nya Zeeland, att HR 6384 är en variabel stjärna. Den fick 1987 dess variabelbeteckning, V829 Arae.

## Egenskaper

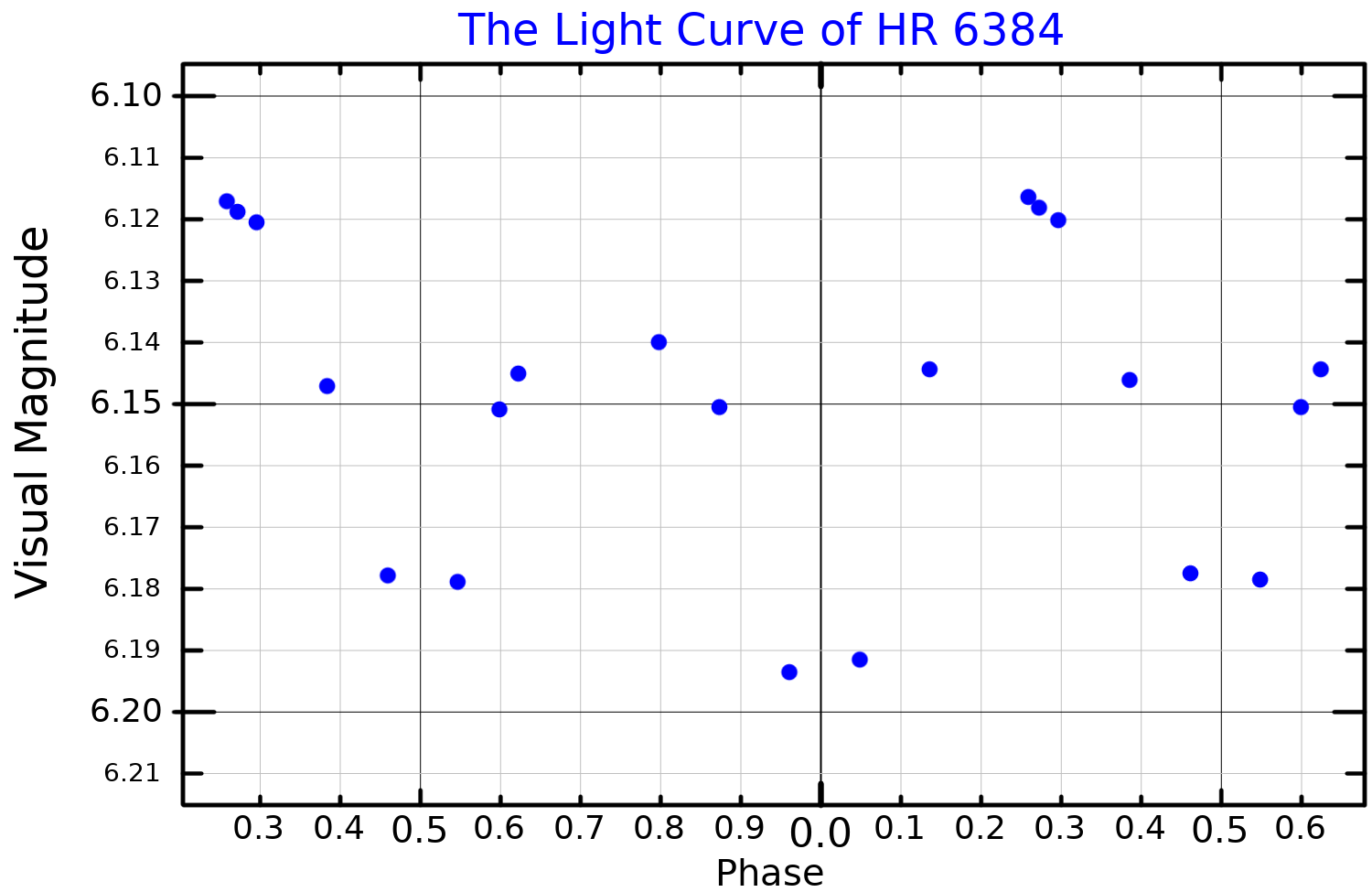
Ljuskurva i visuella bandet för HR 6384, plottad från Walker et al. (1985),

Primärstjärnan V829 är en röd jättestjärna eller ljusstark jätte  av  spektralklass M1/M2II/III, för närvarande på den asymptotiska jättegrenen. Den har en radie av ca 160 solradier och utsänder energi från dess fotosfär motsvarande ca 3 700 gånger solen vid en effektiv temperatur av ca 3 600 K. Systemet verkar vara en snäv, interagerande dubbelstjärna med en het följeslagare av spektralklass A eller hetare. Den bildar en misstänkt ellipsoidisk variabel med en period på 80 dygn och en amplitudvariation på 0,08 i magnitud.